# Vajszló
Vajszló é uma vila da Hungria, situada no condado de Baranya. Tem 17,71 km² de área e sua população em 2019 foi estimada em 1.709 habitantes.